# Albrecht P. Luttenberger
Albrecht Pius Luttenberger (* 30. April 1946 in Neu-Bamberg) ist ein deutscher Historiker.

Albrecht Luttenberger wurde als Sohn eines Weinbauern geboren. Luttenberger studierte Germanistik und Geschichte an der Universität Mainz. Anschließend unterrichtete er am Staatlichen Lina-Hilger-Gymnasium in Bad Kreuznach. Seit dem Wintersemester 1973 war er wissenschaftlicher Mitarbeiter an der Universität Mainz. Von 1978 bis 1983 war Luttenberger Mitarbeiter der Historischen Kommission bei der Bayerischen Akademie der Wissenschaften und war beim Editionsprojekt Deutsche Reichsakten, Jüngere Reihe mit der Bearbeitung des Regensburgers Reichstages von 1541 betraut. 1980 promovierte er bei Hermann Weber in Mainz mit der Arbeit Konzeptionen und Wege konfessionsneutraler Reichspolitik 1530–1552. Von 1983 bis 1989 war Luttenberger Hochschulassistent in Mainz. Seine Habilitation erfolgte in Mainz über Politische Führung und Friedenssicherung unter Ferdinand I. und Maximilian II. An der Universität Passau hatte er einen Lehrauftrag. Es folgten Lehrstuhlvertretungen an den Universitäten Bonn und München. 
Luttenberger lehrte von Sommersemester 1993 bis zu seiner Emeritierung im Sommersemester 2011 als Professor für Neuere Geschichte an der Universität Regensburg. Von 1995 bis 1999 war er Leiter des Graduiertenkollegs Regionale Identität und politische Integration. Von 1997 bis 2000 und erneut von 2008 bis 2009 war er Dekan an der Philosophischen Fakultät in Regensburg. Von 2002 bis 2004 war er Mitglied im Senat der Universität Regensburg. Anlässlich seines 65. Geburtstags wurde er 2011 mit einer Festschrift geehrt. 
Luttenberger erforschte über Jahrzehnte die frühneuzeitliche Reichsgeschichte. Seine Arbeiten brachten ein besseres Verständnis der politisch-kommunikativen Verfahrens- und Handlungsmuster im 16. und 17. Jahrhundert. Luttenberger erforschte in zahlreichen Einzelstudien eingehend den Regensburger Reichstag von 1541.

## Schriften (Auswahl)
- Katholische Reform und Konfessionalisierung. Wissenschaftliche Buchgesellschaft, Darmstadt 2006, ISBN 978-3-534-02717-0.
- Kurfürsten, Kaiser und Reich. Politische Führung und Friedenssicherung unter Ferdinand I. und Maximilian II. von Zabern, Mainz 1994, ISBN 3-8053-1405-1.
- Glaubenseinheit und Reichsfriede. Konzeptionen und Wege konfessionsneutraler Reichspolitik 1530–1552 (Kurpfalz, Jülich, Kurbrandenburg). Vandenhoeck & Ruprecht, Göttingen 1982, ISBN 3-525-35917-9.